# Homosexualität in Bulgarien

Bulgarien

Homosexualität wurde 1968 in Bulgarien legalisiert. Mit der Aufnahme der Verhandlungen zur EU-Erweiterung erhielt sie einen gewissen Schutz vor Diskriminierung. Diese Änderungen stellen eine Angleichung an die rechtliche Situation in der Europäischen Union dar.

## Gesetzliche Situation
Homosexualität wurde 1968 legalisiert. 2002 wurde das Schutzalter für beide Geschlechter auf 15 Jahre vereinheitlicht, 2006 auf 14 Jahre gesenkt.
Seit 2003 besteht ein Antidiskriminierungsgesetz, das eine Diskriminierung aufgrund sexueller Orientierung in den Bereichen Beschäftigung, Bildung, Eigentum, Gesundheitswesen und Zugang zu Waren sowie Dienstleistungen verbietet. Das Gesetz erging als Umsetzung der Antidiskriminierungsvorschriften der Europäischen Union. Homosexuelle Menschen können im Militär dienen.
In Bulgarien ist weder eine gleichgeschlechtliche Ehe noch eine eingetragene Partnerschaft gesetzlich zugelassen.

### Europäischer Gerichtshof für Menschenrechte
Der Europäische Gerichtshof für Menschenrechte gab 2023 einem homosexuellen Paar Recht, das geklagt hatte, weil die im Ausland geschlossene Ehe nicht anerkennt wurde und es keine Möglichkeit zur Eintragung einer gleichgeschlechtlichen Partnerschaft gibt.

## Gesellschaftliche Situation
In keinem anderen EU-Staat sind die Vorbehalte gegenüber LGBT so groß wie in Bulgarien. Dies geht u. a. aus der EU-Diskriminierungsstudie 2023 hervor. So würden es 77 % der Befragten nicht für gut heißen, wenn ihr Kind in einer homosexuellen Beziehung wäre. Lediglich 18 % würde dies nicht oder kaum stören. Darüber hinaus lehnen 70 % der Bulgaren eine Gleichstellung von Homosexuellen in Bezug auf Heirat und Adoption ab. Nur 21 % wurden dies befürworten.
Die hohe Ablehnung von Homosexualität äußert sich auch immer wieder in Gewalt. 2021 wurde ein LGBTQ-Zentrum in Sofia von Rechtsradikalen überfallen, unter ihnen auch der Präsidentschaftskandidat Bojan Rasate.
Eine kleine LGBT-Gemeinschaft findet sich vorrangig in den großen Städten, vor allem jedoch in der Hauptstadt Sofia sowie in Warna. Die wichtigste LGBT-Organisation in Bulgarien ist BGO Gemini, die 1992 gegründet wurde und seitdem Aufklärungs- und Integrationsarbeit leistet. Sie war 2003 an der Ausarbeitung eines Gesetzentwurfs beteiligt, der für die Umsetzung der EU-Gleichstellungsrichtlinie in Beschäftigung und Beruf (2000/78) sorgte.
In Sofia fand 2008 zum ersten Mal eine LGBT-Demonstration bzw. die Gay-Pride-Parade statt, bei der es zu gewaltsamen Auseinandersetzungen seitens nationalistischer und rechtsradikaler Gegendemonstranten kam. Schon im Vorfeld gab es Druck durch die Kirche, Vertreter der rechten Szene und Fußballfans. Im Gegensatz dazu verliefen die Aktionen in den Jahren zuvor jedoch immer friedlich. Der bulgarische Premierminister Sergei Stanischew äußerte sich zu der Demonstration missbilligend, weil er der Meinung war, „solche Orientierungen“ sollten nicht öffentlich gezeigt werden.
Während der Gay-Pride-Paraden in den Jahren 2009, 2010 und 2011 wurden keine Beanstandungen gemeldet. Die bisher größte Pride-Veranstaltung fand im Juni 2021 statt. Vorausgegangen waren mehrere Angriffe auf LGBT-Veranstaltungen in Plowdiw, Burgas und Sofia.

## Filme
- Pavel G. Vesnakov: Pride, Kurzfilm, 2013